# ラゴスクス
ラゴスクス（Lagosuchus =“ウサギのようなワニ”の意）は、三畳紀後期に生息し、その後絶滅した爬虫類であり、アルゼンチンで化石が発掘されている。恐竜に最も近縁であり、恐竜類に含める学者もいる。また翼竜の祖先にも極めて近縁である。ラゴスクス類は恐竜と翼竜の共通祖先かそれに極めて近縁だと考えられる。かつては槽歯類に分類されていたが、現在ではラゴスクス類を恐竜、翼竜と共に鳥頸類に含める見解が主流である。

## 分類体系
爬虫類 Reptilia
- 双弓亜綱 Diapsida
  - Archosauromorpha
    - 主竜類 Archosauria
      - 鳥頸類 Ornithodira
        - ラゴスクス Lagosuchus
        - 翼竜類 
        - 恐竜上目 Dinosaur
        - マラスクス Marasuchus